# ÖH Uni Graz
Die Hochschülerinnen- und Hochschülerschaft an der Uni Graz (kurz ÖH Uni Graz, von früherem Österreichische Hochschülerschaft) ist die gesetzliche Interessensvertretung der rund 30.000 Hochschulstudentinnen und Hochschulstudenten an der Universität Graz. Sie ist eine von Studierenden getragene Körperschaft öffentlichen Rechts. Alle zwei Jahre werden im Rahmen der ÖH-Wahlen die Studierendenvertreterinnen und Studierendenvertreter von den Studierenden neu gewählt.
Organisatorisch wird die ÖH Uni Graz in die Universitätsvertretung (UV), Fakultätsvertretungen (FV) und Studienvertretungen (StV) gegliedert.
Wie gesetzlich festgelegt, bezieht die ÖH Uni Graz ihre Budgetmittel einerseits aus dem verpflichtend zu entrichtenden ÖH-Beitrag (€ 24,70 im Studienjahr 2024/25), aus den Erträgen des Getränkestandes, sowie aus pauschalierten Beiträgen zum Verwaltungsaufwand durch die Universität Graz. Die Erträge des Getränkestands kommen direkt dem Sozialtopf der ÖH Uni Graz zugute, der Studierende in finanziellen Notlagen unterstützt.

## Bundesvertretung
Die Bundesvertretung, kurz BV, hat ihren Sitz in Wien. Ihr obliegt die Vertretung der Studierendeninteressen gegenüber dem Gesetzgeber und der Bundesregierung. Außerdem entscheidet die BV über Angelegenheiten, die mehr als eine Universität bzw. Hochschule betreffen. Sie dient als Koordinationsorgan der einzelnen Hochschulvertretungen in Österreich. Auch die Mandatarinnen und Mandatare der BV werden alle zwei Jahre im Rahmen der ÖH-Wahlen gewählt.

## Universitätsvertretung
Die Universitätsvertretung, kurz UV, ist das höchste Organ der „HochschülerInnenschaft“ an einer Universität. Ihre Aufgabe besteht darin, die Interessen der Studierenden gegenüber der jeweiligen Universität zu vertreten. Darunter fällt die Arbeit in den universitären Gremien wie dem Senat genauso wie die Bereitstellung verschiedenster Beratungs- und Serviceleistungen (Skriptenvertrieb, Kinderbetreuung u.ä). Die Mandatarinnen und Mandatare der UV werden (ähnlich wie z. B. der Gemeinderat oder der Nationalrat) nach einem Listenwahlrecht gewählt und die Sitzverteilung wird nach dem D’Hondt-Verfahren berechnet.
Die 17 Mandate der Universitätsvertretung sind seit der letzten Wahl 2023 wie folgt besetzt:
- VSStÖ (Verband Sozialistischer Studentinnen und Studenten Österreichs): 7 Mandate

- AG (Aktionsgemeinschaft): 3 Mandate
- GRAS (Grüne & Alternative StudentInnen): 3 Mandate

- KSV (Kommunistischer StudentInnenverband): 2 Mandate

- FLUG (Fachschaftsliste Uni Graz): 1 Mandat

- JUNOS (Junge Liberale): 1 Mandat[2]

- VSStÖ: 7
- GRAS: 3
- AG: 3
- KSV-KJÖ: 2
- FLÖ: 1
- JUNOS: 1

Die aktuelle Koalition an der ÖH Uni Graz besteht aus VSStÖ und AG – Vorsitzende der Universitätsvertretung ist derzeit Maja Höggerl (VSStÖ), ihre Stellvertreter*innen sind Philip Zörner (AG) und Veronika Kaindl (VSStÖ).
Das Referat für wirtschaftliche Angelegenheiten (Finanzreferat) wird aktuell von Oliver Klapsch (AG) geleitet.
Der Hochschulvertretung gehören neben den Mandatarinnen und Mandataren drei Ausschüsse (Finanzen, Sonderprojekte und Bildungspolitik), sowie 15 Referate der ÖH Uni Graz an.
Gemäß ihrer Satzung verfügt die ÖH Uni Graz aktuell über 15 Referate.

## Referate
Ein wichtiger Bestandteil der ÖH Uni Graz sind die 15 eingerichteten Referate. Diese erfüllen die je nach Themengebieten anfallenden Aufgaben wie Beratung von Studierenden, Koordination innerhalb der ÖH, Organisation und Abhaltung von Veranstaltungen etc. Die Referate sind auf Ebene der Universitätsvertretung angesiedelt und werden von einem Referenten oder einer Referentin gemeinsam mit Sachbearbeiterinnen und Sachbearbeitern betreut.
- Sozialreferat

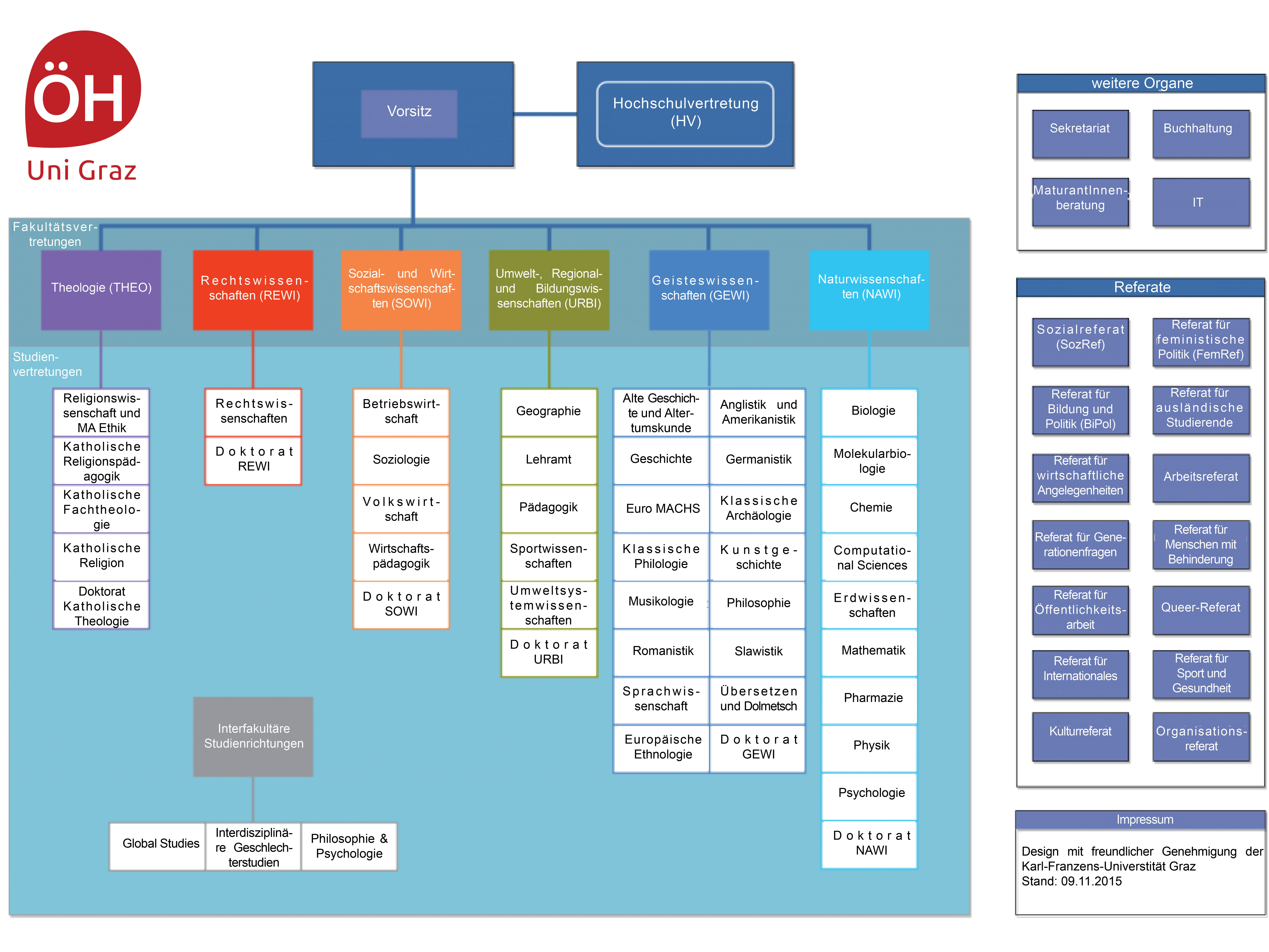
Organigramm der ÖH Uni Graz

- Referat für Bildung und Politik (BiPol)
- Referat für wirtschaftliche Angelegenheiten (Finanzreferat)
- Referat für feministische Politik
- Referat für ausländische Studierende
- Referat für Arbeit und First Generation Studierende
- Referat für Menschenrechte, Ökologie und Nachhaltigkeit
- Referat für Öffentlichkeitsarbeit
- Referat für Menschen mit Behinderung
- Referat für Generationenfragen
- Queer-Referat
- Kulturreferat
- Sportreferat
- Referat für Internationales
- Organisationsreferat

## Fakultätsvertretungen
Für jede Fakultät der Universität Graz ist eine Fakultätsvertretung eingerichtet. Ihre Aufgabenbereiche reichen über die Beratung und Information der Studierenden an der jeweiligen Fakultät über die Schaffung von Serviceeinrichtungen (Bücherbörse, Skriptenbereitstellung, LernpartnerInnenbörse) bis hin zur 
Vertretung Studierender gegenüber Professoren und Professorinnen an der Universität. Darüber hinaus hat jede FV ihre fakultätsspezifischen Leistungen wie etwa die Herausgabe von Zeitschriften.
- Fakultätsvertretung Geisteswissenschaften
- Fakultätsvertretung Naturwissenschaften
- Fakultätsvertretung Sozial- und Wirtschaftswissenschaften
- Fakultätsvertretung Theologie
- Fakultätsvertretung Rechtswissenschaften
- Fakultätsvertretung Umwelt-, Regional- und Bildungswissenschaften

Die Fakultätsvertretungen setzen sich aus den gewählten Personen der ihr zugehörigen Studienvertretungen zusammen, wobei jede Studienvertretung das Recht auf einen Mandatar oder eine Mandatarin in der FV hat. Die übrigen Mandate werden gemäß den Studierendenzahlen vergeben.
Jede FV hat einen Vorsitzenden oder eine Vorsitzende, zwei Stellvertretende und eine kostenstellenverantwortliche Person.

## Studienvertretung
Für jede Studienrichtung gibt es an der ÖH eine Studienvertretung, kurz StV. Die Aufgaben der StV umfassen Beratung, und die Lösung von studienrichtungsspezifischen Problemen. Weiters vertreten sie die Interessen der Studierenden in der Curricula-Kommission der jeweiligen Studienrichtung.

## Servicecenter ÖH Uni Graz
Die ÖH Uni Graz betreibt seit 1989 gemeinsam mit der Universität Graz und der ÖH Med Graz den Servicebetrieb ÖH Uni Graz, der folgende Dienstleistungen zu geringeren Preisen, als handelsüblich anbietet:
- Buch- und Medienhandel (hauptsächlich Studienliteratur)
- Öffentliche Kopierer (mit Repographieabgabe)
- Druck von Diplomarbeiten, Flyern, Visitenkarten, Plakaten
- Druck und Vertrieb von Skipten zu Lehrveranstaltungen an der Universität Graz

Zusätzlich betreibt das ÖH Servicecenter den Unistore RESOWI und den Unibuchladen in der Zinzendorfgasse 29.
Gewerberechtlicher Geschäftsführer ist Reinhold Ploschnitznig.